# Bathyclupea argentea
Bathyclupea argentea is een straalvinnige vissensoort uit de familie van diepzeeharingen (Bathyclupeidae). De wetenschappelijke naam van de soort werd voor het eerst geldig gepubliceerd in 1896 door Goode & Bean.